# Heilongjiang
Denna artikel behandlar provinsen. För floden, se Amur.
Heilongjiang, även känt som Heilungkiang, är en provins i nordöstra Kina som gränsar till Ryssland. Provinshuvudstad är Harbin.

## Geografi och näringsliv
Heilongjiang är till övervägande delen ett slättland med åkerbruk som viktig näring. På provinsens berömda svarta jord odlas de viktigaste jordbruksprodukterna sojabönor, vete, majs och hirs. Provinsen är också känd för sin mejeriproduktion.
Ända sedan oljefältet i Daqing öppnades 1959 har provinsen varit haft stor betydelse för Kinas oljeförsörjning. Provinsen har också stora fyndigheter av stenkol, guld och timmer.

## Historia

Heilongjiang-provinsens utbredning under Manchukuo och Republiken Kina.

Heilongjiang är beläget i regionen Manchuriet, som är det manchuiska folkets ursprungsområde. Provinsens namn härrör från den kinesiska översättningen av Sahaliyan ula, det manchuriska namnet på gränsfloden Amur.
Ända fram till 1800-talets andra hälft var invandringen av hankineser till Manchuriet starkt reglerad och Heilongjiang styrdes av en militärguvernör (將軍) i Cicigar som var skild från den civila förvaltningen i det egentliga Kina. Under militärguvernören lydde ställföreträdande militärguvernörer (副都統) som residerade på följande ställen:
- Heihe;
- Mergen;
- Cicigar.

Efter det att Qingdynastin avträtt en stor del av sina anspråk i Manchuriet till Ryska imperiet 1860 började Qingdynastin uppmuntra invandring av hankineser, som vid 1900-talets början utgjorde regionens befolkningsmajoritet. 1907 omvandlades Heilongjiang till en vanlig provins med civil förvaltning.
Mellan 1932 och 1945 tillhörde Heilongjiang den japanska lydstaten Manchukuo. Efter det japanska nederlaget i andra världskriget införde nationalistregeringen i Chongqing en ny provinsindelning i Manchuriet, men Qiqihar förblev huvudstad i Heilongjiang.
Efter 1949 förenade Folkrepubliken Kinas regering Heilongjiang-provinsen med delar av Sungkiang, Nunkiang och Hokiang. 1954 flyttades huvudstaden till Harbin.
Under kulturrevolutionen (1966-76) utökades Heilongjiangs territorium med Hulun Buir som avskiljts från Inre Mongoliet, vilket innebar att provinsen fick en landgräns mot den sovjetiska satellitstaten Mongoliska Folkrepubliken. 1979 återställdes de tidigare provinsgränserna.

## Politik
Den politiska makten i Heilongjiang utövas officiellt av provinsen Heilongjiangs folkregering, som leds av den regionala folkkongressen och guvernören i provinsen. Dessutom finns det en regional politiskt rådgivande konferens, som motsvarar Kinesiska folkets politiskt rådgivande konferens och främst har ceremoniella funktioner. Provinsens guvernör sedan december 2022 är Liang Huiling.
I praktiken utövar dock den regionala avdelningen av Kinas kommunistiska parti den avgörande makten i Hubei och partisekreteraren i regionen har högre rang i partihierarkin än guvernören. Sedan oktober 2021 heter partisekreteraren Xu Qin.

## Administrativ indelning
Heilongjiang har flyttat gränser och omorganiserats ett flertal gånger under 1900-talet. Idag indelas provinsen i 13 enheter på prefekturnivå, varav 11 är städer på prefekturnivå, en stad på subprovinsiell nivå och en är en vanlig prefektur.
| Karta | Nr            | Namn         | Kinesiska          | Pinyin    | Administrativt centrum | Typ |
| ----- | ------------- | ------------ | ------------------ | --------- | ---------------------- | --- |
|       |               |              |                    |           |                        |     |
| 1     | Harbin        | 哈尔滨市     | Hā'ěrbīn shì       | Daoli     | Subprovinsiell stad    |     |
| 2     | Daqing        | 大庆市       | Dàqìng Shì         | Sartu     | Stad på prefekturnivå  |     |
| 3     | Hegang        | 鹤岗市       | Hègǎng shì         | Xingshan  | Stad på prefekturnivå  |     |
| 4     | Heihe         | 黑河市       | Hēihé shì          | Aihui     | Stad på prefekturnivå  |     |
| 5     | Jiamusi       | 佳木斯市     | Jiāmùsī shì        | Qianjin   | Stad på prefekturnivå  |     |
| 6     | Jixi          | 鸡西市       | Jīxī shì           | Jiguan    | Stad på prefekturnivå  |     |
| 7     | Mudanjiang    | 牡丹江市     | Mǔdānjiāng shì     | Aimin     | Stad på prefekturnivå  |     |
| 8     | Qiqihar       | 齐齐哈尔市   | Qíqíhā'ěr shì      | Longsha   | Stad på prefekturnivå  |     |
| 9     | Qitaihe       | 七台河市     | Qītáihé shì        | Taoshan   | Stad på prefekturnivå  |     |
| 10    | Shuangyashan  | 双鸭山市     | Shuāngyāshān shì   | Jianshan  | Stad på prefekturnivå  |     |
| 11    | Suihua        | 绥化市       | Suíhuà shì         | Beilin    | Stad på prefekturnivå  |     |
| 12    | Yichun        | 伊春市       | Yīchūn shì         | Yichun    | Stad på prefekturnivå  |     |
| 13    | Daxing'anling | 大兴安岭地区 | Dàxīng'ānlǐng dìqū | Jiagedaqi | Prefektur              |     |